# 六棱棘箱魨
六棱棘箱魨為輻鰭魚綱魨形目鱗魨亞目箱魨科的其中一種，為熱帶海水魚，分布於西印度洋模里西斯及塞席爾群島間的海域，棲息深度125-250公尺，體長可達14.3公分，棲息於底層水域，生活習性不明。